# 安戈爾鬍鯰
安戈爾鬍鯰（学名：Clarias angolensis），也称安哥拉鬍鯰，為輻鰭魚綱鯰形目塘虱魚科的其中一種，其种加词“angolensis”意为“安哥拉的”。分布於非洲安哥拉、中非共和國、剛果民主共和國及剛果共和國的淡水流域，本魚吻圓，眼位於頭上部，齒板小，背鰭和臀鰭接近尾鰭，但不融合，鰓耙長而且遠遠地豎立，沿側線可見不規則的身體上放置的白色斑點。背鰭軟條67-84枚；臀鰭軟條55-69枚，棲息在水底。